# Державний архів Швеції
Державний архів Швеції (швед. Riksarkivet) — центральний архів Швеції, є установою Міністерства культури Швеції.

## Історія
Державний архів Швеції є однією з найдавніших установ країни, що бере свій початок ще з часів середньовіччя. В повній мірі архів було організовано 1618 року, коли шведський діяч Аксель Оксеншерна провів реорганізацію шведської Канцелярії — однієї з державних установ королівства. Тоді було створено державний архів, що спочатку мав назву «rijksens archivum» — «королівський архів».
Найстародавнішим документом, що зберігається в архіві є аркуш з служебника, написаний у Англії на початку 11 століття. Він потрапив у Швецію разом з англійськими місіонерами.

## Цікаві факти
В Державному архіві Швеції зберігається Конституція Пилипа Орлика.